# Американ Форк (Јута)
Американ Форк (енгл. American Fork) град је у америчкој савезној држави Јута.

## Демографија
По попису из 2010. године број становника је 26.263, што је 4.322 (19,7%) становника више него 2000. године.
| Група             | 2000.          | 2010.          |
| Белци             | 20.413 (93,0%) | 23.333 (88,8%) |
| Афроамериканци    | 35 (0,2%)      | 95 (0,4%)      |
| Азијати           | 143 (0,7%)     | 225 (0,9%)     |
| Хиспаноамериканци | 1.011 (4,6%)   | 1.941 (7,4%)   |
| Укупно            | 21.941         | 26.263         |